# 勃兰登堡 (肯塔基州)
勃兰登堡（英語：Brandenburg），是美国肯塔基州的一座城市。建立于1825年，面积约为10.1平方公里（3.9平方英里）。根据2010年美国人口普查，该市的人口为2,643人。